# Orquestra de cambra Orpheus
L'Orquestra de cambra Orpheus és una orquestra de cambra estatunidenca amb base a Nova York.

## Història
Orquestra de cambra de fama mundial fundada l'any 1972 pel violoncel·lista Julian Fifer, la seva particularitat és el repartiment del treball de direcció: els músics decideixen junts el paper en cada peça. Assagen i actuen sense director d'orquestra.

## Discografia
L'orquestra té una discografia considerable, amb aproximadament setanta enregistraments de les obres de Georg Friedrich Haendel, Arcangelo Corelli i Antonio Vivaldi, les simfonies de Joseph Haydn i Wolfgang Amadeus Mozart així com les obres per a vents d'aquest últim.
L'orquestra ha gravat també obres romàntiques d'Antonín Dvořák, Edvard Grieg i Piotr Ilitch Txaikovski, així com repertori del  XX amb Béla Bartók, Sergueï Prokófiev, Gabriel Fauré, Maurice Ravel, Arnold Schönberg, Charles Ives, Aaron Copland i Igor Stravinski.